# Скиопето (Анкона)
Скиопето (итал. Schioppetto) насеље је у Италији у округу Анкона, региону Марке.
Према процени из 2011. у насељу је живело 20 становника. Насеље се налази на надморској висини од 443 м.